# The Staircase
The Staircase, ou Soupçons au Québec, est une mini-série américaine en huit épisodes d'environ 65 minutes créée et écrite par Antonio Campos et Maggie Cohn, basée sur le docu-série Soupçons de 2004 réalisé par Jean-Xavier de Lestrade et produite par Denis Poncet, documentant le procès de Michael Peterson, reconnu coupable du meurtre de sa femme, Kathleen Peterson. La série est diffusée entre le 5 mai et le 9 juin 2022 sur HBO Max et au Canada sur Crave.
En France, elle est diffusée à partir du 13 octobre 2022 sur Canal+.

## Synopsis
Le romancier policier Michael Peterson, devenu chroniqueur judiciaire, se présente à des élections locales, dans sa Caroline du Nord. Il est accusé du meurtre de son épouse Kathleen, après qu'elle a été retrouvée morte au bas d'un escalier à leur domicile.

## Distribution

### Acteurs principaux
- Colin Firth (VF : Christian Gonon) : Michael Peterson
- Toni Collette (VF : Marjorie Frantz) : Kathleen Peterson
- Michael Stuhlbarg (VF : Sylvain Agaësse) : David Rudolf
- Dane DeHaan (VF : Gauthier Battoue) : Clayton Peterson
- Olivia DeJonge (VF : Zina Khakhoulia) : Caitlin Atwater
- Patrick Schwarzenegger (VF : Jim Redler) : Todd Peterson
- Sophie Turner (VF : Kelly Marot) : Margaret Ratliff
- Odessa Young (VF : Diane Kristanek) : Martha Ratliff
- Rosemarie DeWitt (VF : Anne Massoteau) : Candace Hunt Zamperini
- Tim Guinee (VF : Guillaume Orsat) : Bill Peterson
- Parker Posey (VF : Delphine Braillon) : Freda Black
- Juliette Binoche (VF : Bénédicte Bosc) : Sophie Brunet
- Vincent Vermignon (VF : lui-même) : Jean-Xavier

### Acteurs secondaires
- Joel McKinnon Miller : Larry Pollard
- Maria Dizzia : Lori Campbell
- Susan Pourfar (VF : Delphine Allemane) : Dr Deborah Radisch
- Justice Leak : Tom Maher
- Robert Crayton : Ron Guerette
- Cullen Moss (VF : Arnaud Léonard) : Jim Hardin
- Cory Scott Allen (VF : Yann Guillemot) : Art Holland
- Jason Davis : Fred Atwater
- Ryan Lewis : Bruce Campbell
- Hannah Pniewski : Becky
- Kevin Sizemore : Mark Zamperini
- Trini Alvarado (VF : Marie-Madeleine Burguet-Le Doze) : Patricia Sue Peterson
- Daniela Lee : Devon
- Teri Wyble : Sonya Pfeiffer
- Frank Feys : Denis Poncet
- Andre Martin : Yves
- Jean-Luc McMurtry : Gaultier
- Monika Gossmann : Agnes

 Source et légende : version française (VF) sur RS Doublage

## Épisodes
1. 911
2. Chiroptera
3. The Great Dissembler
4. Common Sense
5. The Beating Heart
6. Red in Tooth and Claw
7. Seek and Ye Shall
8. America's Sweetheart or: Time Over Time

## Distinctions

### Nominations
- Golden Globes 2023 : Meilleur acteur dans une mini-série ou un téléfilm pour Colin Firth